# Palazzo delle Cento Finestre
Il Palazzo delle Cento Finestre, già conosciuto come Palazzo del Centauro, si trova in piazza Santa Maria Maggiore a Firenze. Sui quattro lati in effetti si dispone un numero di aperture di poco inferiore a cento.

## Storia e descrizione
In questo sito si trovavano anticamente le case dei Manovelli, dei Carnesecchi e forse dei Martini. Alla fine del Quattrocento numerosi di questi edifici vennero acquistati da Michele di Carlo Strozzi, ma solo all'inizio del XVIII secolo venne edificato un vero e proprio palazzo gentilizio, probabilmente dal 1720. Nel 1744 Giuseppe Zocchi includeva già una vista del "Palazzo del Sig. Marchese Strozzi, del Centauro, e della Strada che conduce a S. M. Novella" nella famosa serie di incisioni di vedute di Firenze. L'appellativo "del Centauro" deriva dal fatto che all'epoca il gruppo scultoreo di Giambologna di Ercole con il centauro Nesso (1599) si trovava davanti al palazzo, al Canto dei Carnesecchi, dove convergevano via dei Cerretani, via Panzani, via de' Rondinelli e via dei Banchi, e solo poco prima della metà dell'Ottocento venne spostato nella loggia dei Lanzi. Da allora il palazzo è conosciuto come "delle Cento Finestre".
Nel 1757 Jacopo Carlieri nel Ristretto delle cose più notabili della città di Firenze segnalava il palazzo non solo come completo, ma anche come già passato alla famiglia Martini.
Da una descrizione catastale del 1801 si evince come il palazzo fosse esternamente molto simile ad oggi, mentre gli ambienti interni erano disposti in maniera diversa: non esiste più lo scalone centrale dal grande vano centrale che portava ai due appartamenti principali nei quali era diviso il palazzo. Oltre la stretta via Teatina esistevano le scuderie e i vani di servizio dell'edificio: un passaggio sopraelevato tuttora esistente collega il palazzo principale a queste strutture.
Nel 1810 il palazzo fu acquistato da Elisabetta Ganucci, vedova Galli Tassi, e fu probabilmente allora che furono iniziati i lavori di ristrutturazione e abbellimento che determinarono le monumentali forme attuali degli ambienti interni dell'edificio.

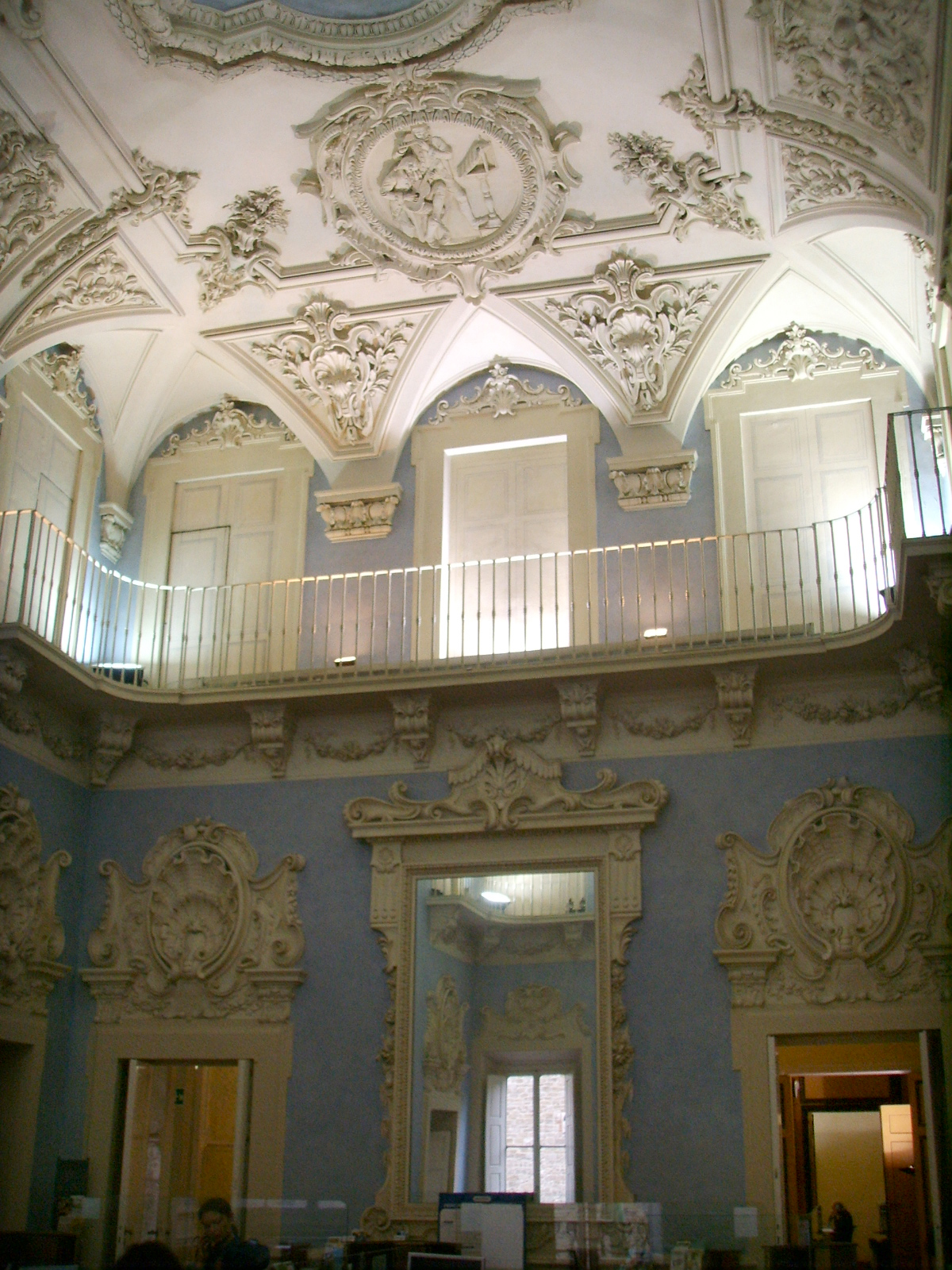
Il Salone da ballo

Tre sale al primo piano lungo via de' Cerretani presentano ancora le decorazioni di quegli anni, quali affreschi con soggetti mitologici e allegorici (Hermes e Pallade, Afredite ed Hera, Scene dell'Iliade e dell'Odissea, Allegoria delle Arti e delle Stagioni), attribuiti al caposcuola della pittura neoclassica a Firenze, il pratese Luigi Catani, forse coadiuvato da Gasparo Bargioni (1810-1813 circa).
Durante il periodo di Firenze Capitale il palazzo ospitò la Prefettura della Provincia di Firenze. Nel 1868 la Provincia si trasferì a Palazzo Medici-Riccardi e il palazzo venne venduto dal barone Isacco Franchetti, di origine ebraica e nobile dal 1859 per i meriti verso Casa Savoia, che fece risistemare il palazzo da Giuseppe Poggi. L'architetto del piazzale Michelangelo intervenne all'esterno, aggiungendo il balcone sul portale ed i timpani sulle finestre del piano nobile, nell'androne prolungandolo verso la corte interna, per permettere l'accesso delle carrozze, e ricostruì lo scalone monumentale dotandolo di grandi finestre che ne illuminassero i vani.
L'ambiente interno più interessante è la grande Sala da Ballo, dove recentemente sono stati riscoperti i colori originari dell'epoca del Poggi: intonaco azzurro con stucchi ed elementi architettonici a rilievo in bianco. I medaglioni decorativi riproducono temi legati alla musica e al ballo e circondano un affresco di una dea alata su una nuvola, con fiori e putti, risalente probabilmente agli anni a cavallo tra Sette e Ottocento. Risale allo stesso periodo anche uno studio decorato a grottesche e paesaggini, e la sala da pranzo, con scene di caccia dipinte.
Nel 1875, dopo un nuovo cambio di proprietà, l'edificio perse la funzione di residenza privata: all'interno furono ricavati uffici e vennero aperti i negozi al primo piano, sostituendo alle finestre inginocchiate le vetrine che si vedono ancora oggi. Nel Novecento, dagli anni Quaranta al 1967 ospitò la sede regionale della Rai, poi di una compagnia assicuratrice e oggi della Banca Popolare di Milano.